# Ti amo come un pazzo
Ti amo come un pazzo — студийный альбом итальянской певицы Мины, выпущенный 21 апреля 2023 года на лейбле PDU и распространяемый Pirames International.

## Об альбоме
Альбом состоит из 12 треков для CD и цифрового формата и 10 треков для виниловой версии. Аранжировки были созданы Массимилиано Пани, Уго Бонджианни и Франко Серафини. Альбом также был спродюсирован Пани, за исключением трека «Un briciolo di allegria», спродюсированного Michelangelo, автором трека совместно с Бланко, с которым Мина выступает дуэтом.
Две песни в альбоме являются каверами: «Don Salvato'» на неаполитанском, записанная её автором Энцо Авитабиле в 2009 году для его альбома Napoletana, и «Tutto quello che un uomo» Серджо Каммарьере, представленная на фестивале в Сан-Ремо 2003, где она заняла третье место. Альбом также содержит две песни, использованные в фильмах режиссёра Ферзана Озпетека: «Buttare l’amore» — тема телесериала «Невежественные ангелы», и «Povero amore» — из фильма «Новый Олимп».

## Отзывы критиков
| Оценки критиков | Оценки критиков |
| Источник        | Оценка          |
| --------------- | --------------- |
| OndaRock        | [ 2 ]           |

Ирен Марри из журнала Metropolitan описала альбом как «транспарентный, незабываемый и аутентичный», а также заявила, что Мина в очередной раз подтверждает, что является столпом итальянской музыки. По словам Джанни Сибиллы из Rockol, результат классический для Мины, с некоторыми моментами неизбежного дежа вю, или, скорее, дежа экуте. Но целью певицы и её команды всегда было создать звук, образ и репертуар вне времени и моды, даже если темп немного слышен в голосе, который время от времени у неё срывается, почти рассказывая о хрупкости любви.

## Список композиций
| №                   | Название                                  | Автор(ы)                                                 | Длительность |
| ------------------- | ----------------------------------------- | -------------------------------------------------------- | ------------ |
| 1.                  | «Buttare l’amore»                         | Маттео Манчини, Джанни Бинди                             | 4:18         |
| 2.                  | «Come la luna»                            | Леонардо Филиппо Гарилли, Лука Рустичи                   | 3:23         |
| 3.                  | «Don Salvato'»                            | Винченцо Авитабиле                                       | 3:30         |
| 4.                  | «Fino a domani»                           | Федерико Саньоли                                         | 4:40         |
| 5.                  | «Zum pa pa»                               | Алессандро Балдинотти, Паоло Холлеш, Риккардо Дель Турко | 4:10         |
| 6.                  | «Tutto quello che un uomo»                | Роберту Кунстлер, Серджо Каммарьере                      | 4:26         |
| 7.                  | «L’orto»                                  | Маттиа Леци, Маттео Сантарелли                           | 4:28         |
| 8.                  | «Lascia»                                  | Антонио Майо                                             | 4:47         |
| 9.                  | «Non ho più bisogno di te»                | Виола Серафини, Франко Серафини                          | 4:05         |
| 10.                 | «Un briciolo di allegria» (дуэт с Бланко) | Риккардо Фаббрикони, Микеле Дзокка                       | 4:06         |
| 11.                 | «La gabbia»                               | Маурицио Моранте                                         | 4:11         |
| 12.                 | «Povero amore»                            | Фабрицио Берлинчони, Микеле Кулотта                      | 5:30         |
| Общая длительность: | Общая длительность:                       | Общая длительность:                                      | 51:21        |

## Участники записи
- Мина — вокал
- Уго Бонджианни — аранжировка, клавишные
- Массимилиано Пани — аранжировка
- Франко Серафини — аранжировка, клавишные
- Селеста Фриго — сведение звука
- Кармине Ди — сведение звука
- Лоренцо Поли — бас
- Габриэле Комельо — кларнет, баритон-саксофон, флейта
- Альфредо Голино — барабаны
- Лука Менегелло — гитара
- Мауро Баллетти — фотография
- Джузеппе Спада — дизайн

## Чарты
| Чарт (2023)                | Высшая позиция |
| -------------------------- | -------------- |
| Италия (Classifica album)  | 4              |
| Италия (Classifica vinili) | 1              |